# Hippasa funerea
Hippasa funerea là một loài nhện trong họ Lycosidae.
Loài này thuộc chi Hippasa. Hippasa funerea được Roger de Lessert miêu tả năm 1925.